# Nurkowanie jaskiniowe
Nurkowanie jaskiniowe – nurkowanie w podziemnych zbiornikach wodnych, mające charakter sportowy lub eksploracyjny, polegające na pokonywaniu zalanych wodą jaskiń lub fragmentów jaskiń, najczęściej syfonów, przy użyciu sprzętu do nurkowania; rzadziej na bezdechu. Umożliwia również bezpieczne pokonywanie obiektów sztucznych zalanych wodą. Kolebką nurkowania jaskiniowego jest Francja.

## Podział nurkowań jaskiniowych
Nurkowanie w głębi jaskiń zalanych wodą
Nurkowanie w głębi jaskiń wiąże się z wieloma trudnościami dodatkowymi: uciążliwym transportem sprzętu nurkowego do otworu jaskini, który w przypadku Tatr może przekroczyć 5 godzin marszu, brakiem możliwości dojechania jakimkolwiek środkiem transportu do otworu, koniecznością przeniesienia sprzętu w głąb jaskini, pokonując formacje poziome (np. szczeliny, zaciski) oraz studnie z wykorzystaniem technik alpinizmu jaskiniowego (transport w głąb jaskini może trwać wiele godzin), koniecznością założenia biwaku we wnętrzu jaskini. Po przenurkowaniu syfonu często występuje sytuacja, gdy samotny nurek jaskiniowy napotyka na suche partie jaskini, które zmuszony jest pokonać własnymi siłami, by napotkać kolejny syfon itd.
Nurkowanie w źródłach (wywierzyskach) (ang. spring)
Nurkowanie w źródłach jest najbardziej przystępną formą nurkowania jaskiniowego. Wywierzyska osiągalne są już w odległości kilkudziesięciu metrów od lądu. Przejrzystość wody najczęściej sięga kilkunastu metrów. W Polsce jedyne wywierzyska zdatne do nurkowania zlokalizowane są w Tatrach: Wywierzysko Bystrej oraz wywierzysko Niżniej Kasprowej Jaskini.
Nurkowanie w ponorach (wchłonach) (ang. ponor)
Nurkowanie w ponorach jest działalnością uzasadnioną jedynie w wyjątkowych przypadkach. Nurkowania takie są wyjątkowo niebezpieczne ze względu na poruszanie się w głąb jaskini zgodnie z kierunkiem prądu wody, co implikuje, iż powrót odbywa się pod prąd, a zużycie gazów oddechowych jest trudne do wyliczenia. Może się okazać, że powrót w kierunku ponoru jest w ogóle niemożliwy.
Nurkowanie w obiektach sztucznych zalanych wodą, np. sztolniach, kopalniach itp.
Nurkowanie w obiektach sztucznie wytworzonych przez działalność, najczęściej wydobywczą, jest popularną formą treningu poprzedzającego właściwe nurkowania jaskiniowe. Większość tego typu obiektów w Polsce znajduje się w woj. dolnośląskim oraz woj. świętokrzyskim. Wymienić tu należy również Międzyrzecki Rejon Umocniony (MRU) oraz obiekty zalane wodą w Warszawie oraz Krakowie.
Nurkowe ratownictwo jaskiniowe
Działalność podwodna mająca na celu ratowanie ludzkiego życia i zdrowia w obiektach naturalnych i sztucznych zalanych wodą. W Polsce w porozumieniu z Krajowym Systemem Ratowniczo-Gaśniczym z 13 stycznia 2006 r. działa Zespół Nurkowy Grupy Ratownictwa Wysokościowego PZA. W Tatrach nurkowe ratownictwo jaskiniowe realizowane jest statutowo przez TOPR.

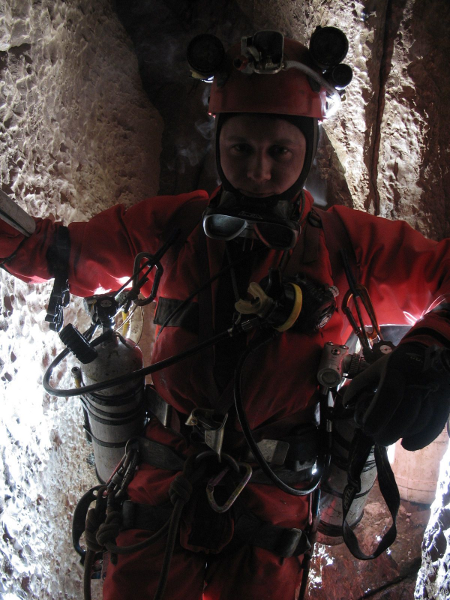
Nurek jaskiniowy GNJ[a] nieopodal syfonu w Jaskini Wielkiej Śnieżnej (Tatry)
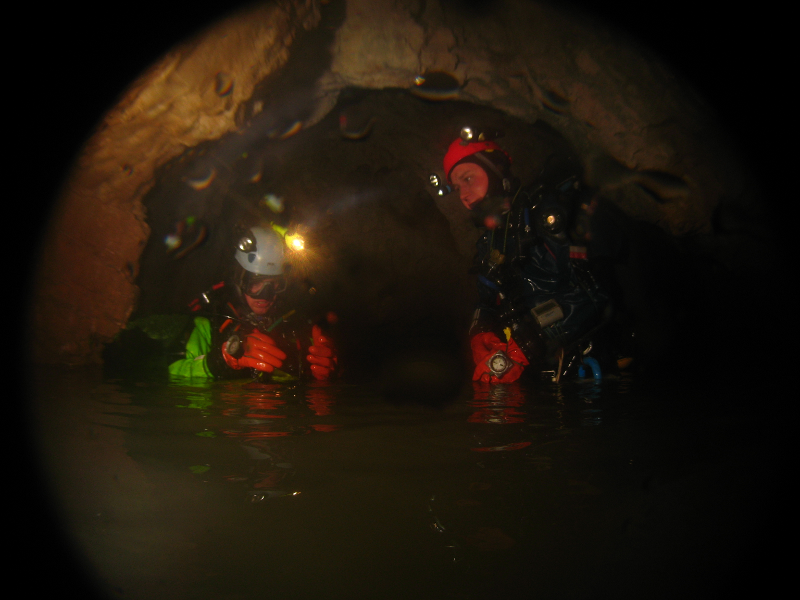
Nurkowie GNJ[a] podczas akcji w wywierzysku Izbucul Cotetul Dobrestilor (Rumunia)
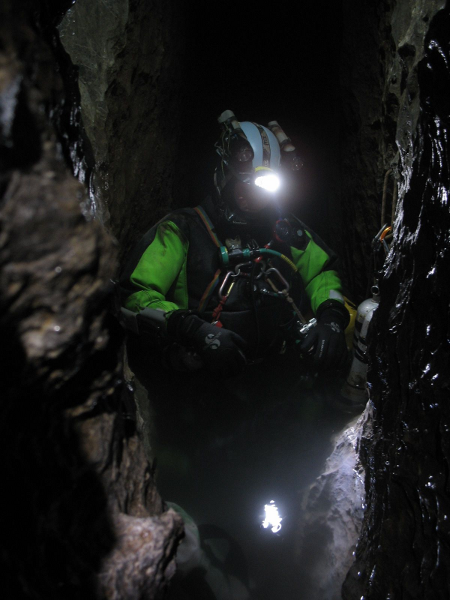
Nurek jaskiniowy GNJ[a] przed zanurzeniem w jednym z syfonów Jaskini Wielkiej Śnieżnej (Tatry)

## Hasła związane z nurkowaniem jaskiniowym
Nurkowanie techniczne
Wykorzystuje techniki i sprzęt niestosowane w płetwonurkowaniu rekreacyjnym. W nurkowaniu jaskiniowym stosuje się regułę 1/3 oraz często tzw. konfigurację boczną.
Nurkowanie solo
Jest szczególnym przypadkiem płetwonurkowania, wykraczającym poza ramy szkolenia rekreacyjnego. Płetwonurek musi posiadać niezbędną wiedzę, umiejętności oraz sprzęt, by móc w razie awarii bezpiecznie zakończyć nurkowanie. Nurkowanie solo wymaga również odpowiedniego treningu mentalnego. W nurkowaniu jaskiniowym jest powszechnie stosowane podczas pokonywania zalanych wodą wąskich korytarzy, syfonów, zacisków.
Nurkowanie nocne
Wiąże się z koniecznością posiadania sztucznego źródła światła, perfekcyjnym opanowaniem sprzętu nurkowego oraz organizacją nurkowania w sposób umożliwiający wykonanie założonego planu działania. W nurkowaniu jaskiniowym, gdzie nie dociera światło naturalne, zalecane jest posiadanie co najmniej trzech niezależnych źródeł sztucznych.
Nurkowanie w zamkniętych przestrzeniach
Dotyczy nurkowań, gdzie nie ma możliwości bezpośredniego wynurzenia się płetwonurka na powierzchnię wody. Dotyczy nurkowań podlodowych, wrakowych, w obiektach sztucznych zalanych wodą oraz w kawernach i jaskiniach.
Nurkowanie głębokie
Termin ten związany jest najczęściej z wykorzystaniem mieszanin oddechowych innych niż powietrze (np. nitrox o zawartości powyżej 21% O2 na przystankach dekompresyjnych, trimix na większych głębokościach), co pozwala na osiąganie znacznych głębokości i skraca czas wynurzania. Następstwem jest również brak możliwości bezpośredniego wynurzenia się na powierzchnię wody z powodu konieczności wykonania dekompresji.
Nurkowanie na obiegach półzamkniętych
Dotyczy wykorzystania aparatów oddechowych SCR (Semi Closed Rebreather), które, regenerując gazy wydychane przez nurka, pozwalają na dłuższy pobyt pod wodą w porównaniu do nurkowania na obiegach otwartych. Istotną cechą charakterystyczną aparatów SCR jest utrzymanie stałej frakcji tlenu (fO2) podczas nurkowania. Nurkowanie z użyciem SCR nie jest optymalne dekompresyjnie.
Nurkowanie na obiegach zamkniętych
Podobnie jak aparaty typu SCR, CCR (Closed Circuit Rebreather) regenerują gazy wydychane przez nurka. Ze względu na budowę nie tylko umożliwiają dłuższy pobyt pod wodą, ale utrzymują stałe ciśnienie parcjalne tlenu (ppO2) na poziomie zadanym przez nurka, przez co są optymalne dekompresyjnie.
Nurkowanie przy użyciu mieszanin oddechowych
Nurek, w zależności od planu nurkowania, przygotowuje odpowiednie mieszanki gazowe, którymi będzie oddychał. Typowo rozróżnia się mieszanki podróżne (travel mix), denne (bottom mix) i dekompresyjne (deco mix) w zależności od składu procentowego gazów podstawowych. W nurkowaniu głębokim (również jaskiniowym) gazami składowymi są tlen, azot i hel w różnych proporcjach.
Dekompresja
Konieczność wynurzania się z odpowiednią prędkością i wykorzystania przystanków dekompresyjnych (deco stop) celem uniknięcia choroby dekompresyjnej. Optymalne wartości wyznacza krzywa dekompresji (decompression curve) lub zamiennie sufit dekompresji (decompression ceiling). Obecnie celem skrócenia czasu przebywania pod wodą stosuje się dekompresję akcelerowaną.
Dekompresja akcelerowana
Podczas dekompresji akcelerowanej korzysta się z mieszanek oddechowych bogatych w tlen celem zwiększenia okna tlenowego. Pozwala to na skuteczniejsze odsycenie się tkanek organizmu nurka z gazów obojętnych.